# 雷迪厄姆斯普林斯 (喬治亞州)
雷迪厄姆斯普林斯（英語：Radium Springs）是位於美國喬治亞州多爾蒂縣的一個非建制地區。該地的面積和人口皆未知。

## 地理
雷迪厄姆斯普林斯的座標為31°31′35″N 84°08′08″W / 31.52639°N 84.13556°W，而該地的平均海拔高度為53米（即174英尺）。